# Darioush Tala'i
Darioush Tala'i (en persan :  داریوش طلايي), né en 1953, est un musicien traditionnel iranien. C'est un maître des luths târ et setâr.

## Carrière
Pourvu de dons exceptionnels, dès ses dix ans, il a étudié le târ auprès de maître Ali Akbar Shahnazi, puis le radif et l'art vocal auprès d'Abdollah Davami et de Nour Ali Boroumand, enfin Youssef Foroutan et Said Hormozi pour l'étude du setâr.
Il a effectué de nombreuses tournées internationales, notamment avec Djamshid Chemirani et Madjid Khaladj.
Dariouh Tala'i a enseigné à l'université de Téhéran, au Centre d'études de musique orientale lié à la Sorbonne, à l'université de Washington à Seattle ; il a remporté de nombreuses distinctions pour sa contribution à la musique savante persane. Sa collaboration s'étend à de prestigieux artistes tels Maurice Béjart, Carolyn Carlson, Michel Portal.

## Publication
Il est aussi un pédagogue hors pair, conscient de ce que la technique et le répertoire de la musique savante doivent être organisés, explicités et transmis à travers des ouvrages accessibles à tous et, si besoin, accompagnés de supports audio. Aussi a-t-il publié quelques ouvrages sur le radif et créé une nouvelle méthode allant dans ce sens.

## Discographie
- 1978 Anthologie de la musique traditionnelle - Setâr et Târ, (OCORA 558540).
- 1980 Tradition classique de l’Iran, (Harmonia Mundi No. 1031). Face A : Improvisation en Shur - Face B : Improvisation en Mahour (D. Talai, târ / D. Chemirani, zarb). Réédité en 1993, Iran : Les Grands Interprètes - Tradition classique de l’Iran II, Le Târ, (CD, Harmonia Mundi No. 1901031).
- 1982 Trobada de música del Mediterrani. Vol. 1, Face 1 (Diffusion mediterrania-lsagunt 17-13a 46009 Valencia).
- 1983 Musique traditionnelle, Radio France, (Deux cassettes, Réf. OCORA 4558617/8). Cassette n°1 : Face A : Improvisation en Mahour (D. Talai, târ / D. Chemirani, zarb) - Face B : Improvisation en Shur (D. Talai, setâr / D. Chemirani, zarb). Cassette n°2 : Face A : Improvisation en Tchahargagh (D. Talai, târ / D. Chemirani, zarb). Face B : Improvisation au Zarb (D. Chemirani), Tchaharmezrab Darvish khan (D. Talai, setâr / D. Chemirani, zarb).
- 1987 Dariush Tala'i: Târ et Setâr (Cassette). Face A : Improvisation en Nava, suite (Face B) Modulation en Shur (D. Talai, târ / D. Chemirani, zarb). Face B : Improvisation en Mahour (D. Talai, setâr / M. Gavihelm, zarb).
- 1988 Le Târ et le Setâr de Dariush Talai (Cassette vidéo, CEMO-INALCO).
- 1991 Iran : Les Maîtres de la Musique Traditionnelle. Vol.3 et plages dans Vol.1, Setâr et Târ (CD. OCORA C560024). Vol.1 Plage 1 Improvisation en Avaz-e Bayat-e Esfahan (D. Talai, târ). Plage 2 : Improvisation en Tchahargah (D. Talai, setâr). Vol.3 Plages 1 à 4 Avaz-e Afshari - Plages 5 à fin Dastgah-e Mahour (Shahram Nazeri, vocal / D. Talai, setâr / B. Kamkar, zarb et daf).
- 1992  Enregistrement du Radif de Mirza Abdollah au Setâr et le livre "A new Approach to the Theory of Persian Art Music" (en Iran).
- 1992  Enregistrement au Setâr (en Iran). Interprétation en Shur, Bayet-e Esfahan et Segah (D. Talai, setâr).
- 1993  Concerti Digar (en Iran). Interprétation en Afshari et Mahour (D. Talai, setâr / Sh. Nazeri, chant).
- 1993  Radif de Mirza Abdollah au Setâr en France (5 CD), Al Sur. Vol.1 Dastgah-e Shur, Avaz-e Bayat-e Kord. Vol.2 Avaz-e Dashti, Avaz-e Bayat-e Esfahan, Dastgah-e Homayoun. Vol.3 Dastgah-e Nava, Dastgah-e Segah, Avaz-e Afshari. Vol.4 Dastgah-e Mahour, Avaz-e Bayat-e Tork. Vol.5 Dastgah-e Tchahargah, Dastgah-e Rast-Panjgah.
- 1997  Enregistrement au Târ (en Iran) : Sayeh Roshan. Interprétation en Nava (D. Talai, târ).
- 1998  Enregistrement au Setâr (en Iran) : Tchahargah. Interprétation en Tchahargah (D. Talai, setâr).
- 1999 Dariush Talai & Madjid Khaladj en concert - Concert d'Utrecht, 30 août 1996, (CD, Al Sur). 1-Sâyé roshan (en Dashti) 2-Hekâyat1 (en Abou ata) 3-Yorghé (en Abou ata) 4-Naghmé (en Abou ata) 5-Hekâyat2 (en Neyshâbourak et Nava) 6-Jamal (en Khojasté) 7-Khâb (en Forud bé Nava) 8-Aqiq (en Nava) 9-Elâm (en Nava) 10-Sahari (en Nava) 11-Lâbé (en Nava) 12-Koubé (en Nahoft et Neyshâbourak) 13-Anjâm (en Forud bé Nava) 14-Shâdegâni.
- 2004 Calligraphies Vocales - L'art du chant classique persan, Dariush Talai, târ - Ali Reza Ghorbani, voix - Djamchid Chemirani, zarb Abou'Ata : 1-Pishdaramad 2-Daramad 3-Hejaz 4-Tasnif. Nasimeh sahar 5-Bayate Kord 6-Tasnif. Bahare delkash. Homayun : 1-Pishdaramad 2-Daramad 3-Chakavak 4-Bidad 5-Oj 6-Razavi 7-Tasnif. Jelve ye gol
- 2005 Grands interprètes méditerranéens, Dariush Talai, târ et setâr 1-Dastgâh Mâhur 2-Dastgâh Navâ 3-Âvaz Esfehân 4-Dastgâh Shur 5-Dastgâh Segâh